# Erik Satie
Éric-Alfred-Leslie Satie, conegut com a Erik Satie (Honfleur, Normandia, 17 de maig de 1866 - París, 1 de juliol de 1925), va ser un compositor i pianista francès.
Es presentava a si mateix com a «gimnopedista» (el 1887, poc abans d'escriure la seva composició més famosa, les Gymnopédies). També va col·laborar amb articles en diversos diaris. Es qualificava a si mateix de «fonometrògraf» (el qui mesura i escriu els sons), i preferia definir-se d'aquesta manera abans que com a «músic». Pot ser vist com un precursor del Serialisme, molt abans del segle xx. Va ser una de les primeres persones a aparèixer al cinema, el 1924, en una pel·lícula de René Clair.
És conegut com a Erik Satie (va canviar, des de la seva primera composició, el 1884, la ce final del seu nom per una ka). A l'inici de la seva carrera va haver-hi un període al final de la dècada de 1880 en què va usar els pseudònims Virginie Lebeau i François de Paule.

## Vida i obra

### Primers anys
La joventut d'Erik Satie va transcórrer entre Honfleur, en la Baixa Normandia, i París. Quan tenia quatre anys la família es va mudar a París, on van oferir feina de traductor al seu pare, Alfred. El 1872, després de la mort de la seva mare, Jane Leslie Anton, va ser enviat, juntament amb el seu germà menor Conrad, de tornada a Honfleur, per a viure amb els seus avis paterns. Allà va rebre les primeres lliçons de música de la mà d'un organista local. Quan la seva àvia va morir, el 1878, els dos germans es van reunir a París amb el seu pare, qui va tornar a contraure noces amb una mestra de piano. Des de començaments de la dècada del 1880, Alfred Satie va començar a publicar composicions de saló (compostes per la seva nova esposa i ell mateix, entre d'altres).
El 1879 Satie va entrar al Conservatori de París. Ben aviat els seus professors van etiquetar-lo de mancat de talent. Després de ser enviat a casa durant dos anys i mig, va tornar a ser acceptat al Conservatori, a finals de 1885. No obstant això, no va aconseguir causar millor impressió als seus professors, de manera que, finalment, va decidir anar-se'n al servei militar un any després. Això no va durar molt; en unes poques setmanes va tractar de fugir de l'exèrcit amb un truc (exposant-se al fred fins a arreplegar una pneumònia), que eventualment va tenir èxit.
El 1887 va deixar la seva casa per a allotjar-se a Montmartre. En aquest temps va començar el que seria una amistat de tota la vida amb el poeta romàntic Patrice Contamine i a través de son pare va publicar les seues primeres composicions. Prompte es va integrar amb la clientela artística del café-cabaret Le Chat Noir, i va començar a publicar els seus Gymnopédies. Van seguir les Ogives, les Gnossiennes, etcètera. En el mateix període va conèixer Claude Debussy. El 1891 es va convertir en el compositor oficial i mestre de capella de l'Ordre Kabbalistique de la Rose-Croix lideradat per Joséphin Péladan. Va compondre per a aquesta peces d'inspiració mística, com Salut Drapeau!, Le Fils des étoiles i Sonneries de la Rose Croix.
Satie i Suzanne Valadon, artista amiga de Miquel Utrillo, van començar un idil·li el 1893. Aviat Valadon es va mudar a una habitació pròxima a la de Satie a la Rue Cortot. Satie s'hi va obsessionar, anomenant-la la seua Biqui i escrivint notes apassionades sobre "el seu ésser complet, ulls encantadors, gentils mans, i petits peus". Valadon va pintar el retrat de Satie i li'l va donar, però sis mesos després ella es va mudar, trencant-li el cor a Satie. Durant la seua relació Satie va compondre les Danses Gothiques, a manera d'oració per a fer tornar la pau a la seua ment. Aparentment, aquesta va ser l'única relació amorosa que Satie va tenir mai.
En el mateix any va conèixer el jove Maurice Ravel, en les primeres composicions del qual va exercir una notable influència. Una de les composicions de Satie d'aquest període, les Vexations, va romandre desconeguda fins a la seua mort.

### Els primers anys a Arcueil i les composicions de cabaret
A mitjan 1896 havia esgotat tots els seus recursos financers, i va haver de buscar-se un allotjament més barat, primer a la Rue Cortot, en una habitació no molt més gran que un armari, i dos anys més tard (després de compondre les dues primeres sèries de Pièces froides el 1897) a Arcueil, als afores de París. La distància al centre era de deu quilòmetres, i solia fer-la a peu, atesa la seua aversió als tramvies.
En aquesta època va reprendre el contacte amb el seu germà Conrad (de forma molt similar a com ho va fer Vincent van Gogh amb el seu germà Theo) per nombroses raons, tant pràctiques com econòmiques, revelant amb això els seus autèntics sentiments. Per exemple, en les cartes que dirigeix al seu germà es fa palès que havia deixat de costat els seus sentiments religiosos, que no reprendria fins als últims mesos de la seua vida. Satie usava l'humor d'una manera molt particular: per a indicar un canvi d'opinió en matèries sobre les quals havia tingut punts de vista molt sòlids.
Des de l'hivern de 1898 es podia veure Satie eixint del seu apartament en Arcueil i caminant fins a París, a Montmartre o Montparnasse, per a tornar de la mateixa manera a la caiguda de la nit.
Des de 1899 en avant es va guanyar la vida com a pianista de cabaret (acompanyant sobretot a Vincent Hyspa, més tard també a Paulette Darty), adaptant més d'un centenar de peces populars per a piano (o piano i veu), i afegint-ne algunes pròpies. Les més conegudes són Je te veux (amb text de Henry Pacory), Tendrement (amb text de Vincent Hyspa), Poudre d'or (un vals), La Diva de l'Empire (text de Dominique Bonnaud/Numa Blès), Le Picadilly (marxa, també coneguda com La Transatlantique), Légende Californienne (text perdut de Contamine de Latour, però la música reapareix en La Belle Excentrique), i moltes més (amb moltes altres que deuen haver-se perdut). En els seus últims anys Satie rebutjaria tota la seva música de cabaret com perversa i contrària a la seua naturalesa, encara que va reviure part del seu to jocós en La Belle Excentrique, de 1920. Però en el seu moment li va servir per a guanyar diners.
Només unes poques composicions que Satie es va prendre seriosament durant aquest període sobreviuen: Jack-in-The-box, música per a una pantomima de Jules Dépaquit (anomenada clownerie per Satie), Geneviève de Brabant, una breu òpera còmica sobre un tema seriós, amb text de Lord Cheminot, The Dreamy Fish, música per a acompanyar un conte perdut de Lord Cheminot, i d'altres (la majoria incompletes, quasi cap estrenada, i cap publicada en la seua època).
Tant en Geneviève de Brabant com The Dreamy Fish s'ha cregut trobar (per exemple Ornella Volta) elements de rivalitat amb Claude Debussy, dels quals probablement el mateix Debussy no era conscient (ja que Satie no va publicar aquesta música). Mentrestant, Debussy obtenia un dels seus primers grans èxits amb Pelléas et Mélisande el 1902, que conduiria uns anys després al debat de qui va precedir qui entre ambdós compositors (en el qual també es va veure embolicat Maurice Ravel).

### Pas per l'Schola Cantorum
A l'octubre de 1905 Satie es va matricular, en contra de l'opinió de Debussy, en la Schola Cantorum de Vincent d'Indy per a estudiar contrapunt clàssic (mentre continuava amb el seu treball en el cabaret). La majoria dels seus amics es van quedar tan perplexos com els professors de la Schola quan es van assabentar de la seua intenció de tornar a les aules. Quant als motius que van portar Satie a donar aquest pas, possiblement hi havia dues raons: primer, estava cansat que li digueren que l'harmonia de les seues composicions era erràtica (crítica de la qual no es podia defensar molt bé pel fet de no haver acabat els seus estudis en el Conservatori). En segon lloc, estava desenvolupant la idea que una de les característiques de la música francesa era la claredat (que es podria aconseguir millor amb un bon coneixement de com es percebia l'harmonia tradicional). Satie va completar cinc anys en la Schola, com un bon alumne, i va rebre un primer diploma (de nivell intermedi) el 1908.
Alguns dels seus exercicis de contrapunt es van publicar després de la seua mort (p.Ex. Désespoir Agréable), però possiblement considerava la seua obra En Habit de Cheval (publicada el 1911 després de "vuit anys de dur treball per a aconseguir una fuga nova i moderna") com la culminació del seu pas per la Schola. Altres peces, del període anterior a la Schola, van aparèixer també el 1911: els Trois Morceaux en forme de poire (Tres fragments en forma de pera, encara que en realitat es tracta de set peces), que va ser una espècie de resum del millor que havia compost fins a 1903.
Allò que es posa de manifest en aquestes compilacions publicades és que tal vegada no rebutjava el Romanticisme (i els seus exponents com Richard Wagner) en el seu conjunt (en certa manera s'havia moderat), sinó més aviat certs trets d'aquest: principalment la idea de desenvolupament, certament en el sentit més estricte del terme; l'entrellaçat de diversos temes en una secció de la forma sonata. Naturalment açò fa que les seues obres contrapuntístiques, i les altres també, siguen molt breus. Per exemple, les fugues "noves i modernes" no s'estenen molt més enllà de l'exposició del tema. En general no creia que el compositor haguera de furtar-li al públic més temps de l'estrictament necessari, evitant l'avorriment. També el melodrama, en el seu sentit històric de gènere romàntic, molt popular llavors, de "text parlat amb un fons musical", és quelcom del que Satie sembla haver aconseguit mantenir-se allunyat (encara que el seu Piège de Méduse de 1913 pot veure's com una mostra absurda d'aquest gènere).
Mentrestant, va haver-hi també altres canvis: es va afiliar al partit radical (socialista), va confraternitzar amb la comunitat d'Arcueil (entre altres coses, va participar en els treballs del "Patronage Laïque" a favor dels xiquets), i va adoptar l'aspecte de funcionari burgés, amb el seu barret de fong i el seu paraigua. Així mateix, en compte d'introduir-se en alguna secta de tipus medieval, en aquesta època va canalitzar el seu interès en una afició peculiar: en un arxivador guardava una sèrie de dibuixos d'edificis imaginaris (la majoria descrits com fets de metall) que realitzava en targetes i trossos de paper. A vegades, ampliant el joc, publicava petits anuncis en periòdics locals oferint aquests edificis (p. ex. Un "castell de plom") en venda o lloguer.

### Èxits

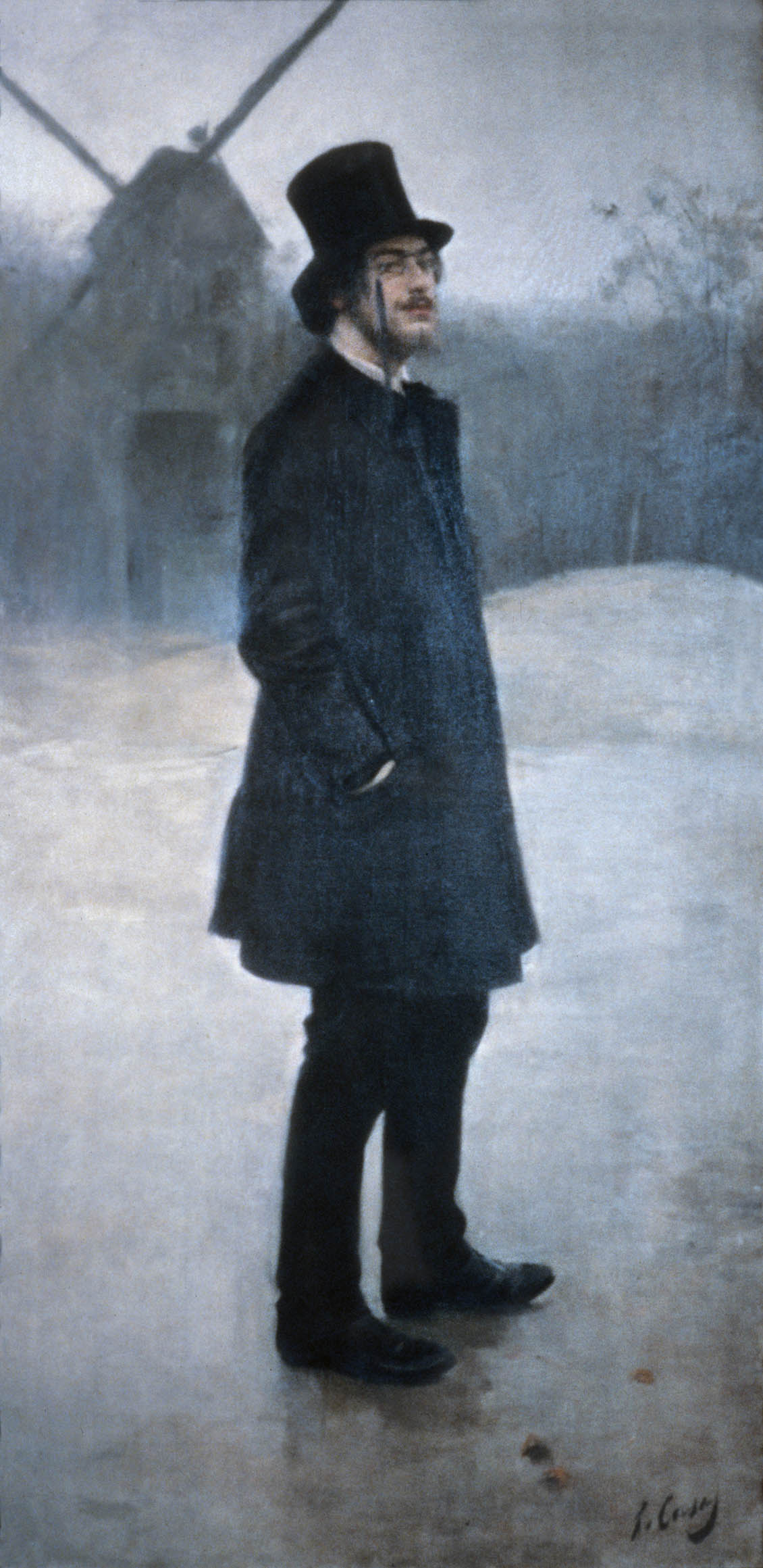
Satie vist per Ramon Casas.

A partir d'aquest moment, la vida de Satie es va començar a accelerar. Per a començar, l'any 1912 va veure l'èxit de les seues breus peces humorístiques per a piano; durant els anys següents escriuria i publicaria moltes d'elles (la majoria estrenades pel pianista Ricard Viñes): Véritables Préludes flasques (pour un chien) (Verdaders Preludis tous (per a un gos)), Vieux sequins et vieilles cuirasses (or vell i velles cuirasses), Embryons desséchés (Embrions eixuts), Descriptions Automatiques (Descripcions Automàtiques), la Sonatine bureaucratique (Sonatina burocràtica, una sàtira de Muzio Clementi), obres totes elles d'aquesta època. El seu costum d'acompanyar les partitures de les seues composicions amb comentaris de qualsevol tipus queda ben establerta en aquesta època (fins al punt d'haver d'insistir anys més tard que no cal llegir aquests comentaris durant la interpretació). També deixa d'usar barres de divisió per als compasos. En alguns aspectes aquestes obres recorden molt a les composicions dels últims anys de Rossini, agrupades sota el nom de Péchés de vieillesse (Pecats de la vellesa); Rossini també va escriure petites peces humorístiques per a piano, com Mon prélude hygiénique du matin o Dried figs, i les dedicava al seu gos el dia del seu aniversari. Aquestes obres s'havien interpretat en l'exclusiu saló de Rossini a París unes dècades abans. No obstant això, amb tota probabilitat, Satie no va arribar a veure o escoltar estes peces quan componia les seues pròpies obres en les primeres dècades del segle xx; les obres de Rossini no s'havien publicat en aquella època. Es diu que Serguei Diàguilev va descobrir el manuscrit d'aquestes peces de Rossini al voltant de 1918 a Nàpols, abans de posar en escena La Boutique Fantasque, aproximadament en la mateixa època en què Satie va deixar d'escriure comentaris humorístics en les seues partitures.
Però la vertadera acceleració en la vida de Satie no va venir tant de l'èxit creixent de les seues obres per a piano; de fet va ser Ravel qui, probablement sense saber-ho, va activar el que hauria de convertir-se en una característica del Satie posterior: formar part de tots els corrents avantguardistes que es van desenvolupar a París en els anys següents. Aquests corrents es van succeir ràpidament els uns als altres, i van convertir sens dubte París en la capital artística de l'època, quan el començament del nou segle va semblar entusiasmar a tants.
El 1910 els "Jeunes Ravêlites", un grup de joves músics admiradors de Ravel, van expressar la seua preferència per l'obra primerenca de Satie (l'anterior al període de la Schola), fet que va reforçar la idea que Satie havia estat un precursor de Debussy. Al principi Satie es va sentir afalagat que almenys algunes de les seues obres reberen atenció pública, però quan es va adonar que el seu treball més recent estava sent menysvalorat o menyspreat, va buscar altres joves artistes que comprengueren millor les seues idees actuals, a fi de trobar un major suport mutu en l'activitat creadora. Així, artistes com Roland Manuel, i més tard Georges Auric i Jean Cocteau van començar a rebre més atenció per la seua banda que els "Jeunes".
Com a resultat d'aquest contacte amb Roland Manuel, comença a publicar novament els seus escrits, molt més irònics que els anteriors (entre altres Memòries d'un amnèsic i Quaderns d'un mamífer).
Amb Jean Cocteau, a qui va conèixer el 1915, va començar a treballar en la música incidental per a una posada en escena de l'obra de Shakespeare El somni d'una nit d'estiu (que va donar com a resultat Cinq Grimaces). Des de 1916 Satie i Cocteau van treballar en el ballet Parade, que van estrenar el 1917 els Ballets Russos de Serguei Diàguilev, amb decorats i vestuaris de Pablo Picasso i coreografia de Léonide Massine. A través de Picasso, Satie va conèixer altres cubistes, com Georges Braque, amb qui va treballar en altres projectes inacabats.
Amb Georges Auric, Louis Durey, Arthur Honegger i Germaine Tailleferre va formar els "Nouveaux Jeunes", poc després de compondre Parade. Més tard es van unir al grup Francis Poulenc i Darius Milhaud. Al setembre de 1918 Satie, sense majors explicacions, va abandonar el grup. Jean Cocteau va reunir els sis membres restants, constituint el Grup dels Sis, a què Satie s'uniria més tard per a després tornar-se a enemistar amb ells.
Des de 1919 va estar en contacte amb Tristan Tzara, fundador del moviment Dadà. Va conéixer altres dadaistes, com Francis Picabia (que més tard es passaria al surrealisme), André Derain, Marcel Duchamp, Man Ray, etcètera. El dia que va conèixer aquest últim, van crear el primer readymade de Man Ray: El Regal (1921). Satie va participar en la publicació dadaista 391. En els primers mesos de 1922 es va veure embolicat en la discussió entre Tzara i André Breton sobre la vertadera naturalesa de l'avantguarda artística, resumida en el fracàs del Congrés de París. Inicialment Satie es va alinear amb Tzara, però va reeixir en mantenir bones relacions amb tots dos. Mentrestant s'havia format l'Escola d'Arcueil al voltant de Satie, amb músics joves com Henri Sauguet, Maxime Jacob, Roger Désormière i Henri Cliquet-Pleyel.
Finalment va compondre un ballet instantaneista (Relâche) en col·laboració amb Picabia, per als Ballets Suecs de Rolf de Maré. Al mateix temps, Satie va compondre la música de la pel·lícula surrealista Entr'acte, de René Clair, que es va utilitzar per a un intermezzo de Relâche.
Altres obres i episodis d'aquesta darrera etapa de Satie:
- Des de 1911 va mantenir una bona amistat amb Ígor Stravinski, sobre el qual escriuria algun article més tard.
- Le Piège de Méduse (1913) ocupa una posició única en l'obra de Satie, ja que va ser una obra per a l'escena concebuda i composta aparentment sense la col·laboració d'altres artistes.
- Sports et divertissements va ser una espècie de projecte multimèdia, en el que Satie va posar música de piano als dibuixos de Charles Martin, el 1924 (encara que es va publicar i va estrenar el 22 de febrer de 1922 a la Salle Ville-L'Éveque amb la interpretació de la pianista Marcelle Meyer).
- Va tindre problemes per culpa d'una carta insultant que va escriure a un dels seus crítics poc després de l'estrena de Parade; va ser condemnat a una setmana de presó, però al final va ser posat en llibertat gràcies a la intercessió (econòmica) de Winnaretta Singer, princesa Edmon de Polignac.
- Singer, que havia après grec clàssic quan ja havia passat els cinquanta, li va encarregar una obra sobre Sòcrates a l'octubre de 1916; aquesta comanda es va convertir en l'obra Socrate, que es va estrenar a principis de 1918.
- Des de 1917 Satie va escriure cinc peces de Musique d'ameublement (Música d'amoblament) per a diferents ocasions.
- Des de 1920 va estar en contacte amb el cercle de Gertrude Stein, entre d'altres, finalitzant amb la publicació d'alguns articles en Vanity Fair (encarregats per Sibyl Harris).

Alguns treballs es van originar sota el mecenatge del comte Étienne de Beaumont, a partir de 1922:
- - La Statue retrouvée (o "Divertissement"): una altra col·laboració Satie-Cocteau-Picasso-Massine.
  - Ludions: basat en la Rima Totxa de Léon-Paul Fargue.
  - Mercure: el subtítol d'aquesta obra (Poses plastiques) suggereix que podria haver-se concebut més com a imitació del gènere del tableau vivant que com un verdader ballet, en ser els "tableaux" cubistes, obra de Picasso i Massine.

Durant els seus últims anys Satie va realitzar alguns viatges; el 1924, per exemple, a Bèlgica, invitat per Paul Collaer, i a Montecarlo per a l'estrena d'una obra en què havia col·laborat.

### Epíleg
Fins a l'any de la seua mort el 1925, absolutament cap persona excepte ell va entrar a la seua habitació a Arcueil, des que es va mudar feia vint-i-set anys. El que els seus amics van descobrir ací, després del seu soterrament en el cementeri d'Arcueil, tenia l'encant de la tomba de Tutankamon; a més de la pols i les teranyines (la qual cosa entre altres coses va fer evident que Satie mai no va compondre usant el seu piano), van descobrir nombrosos objectes:
- Enormes quantitats de paraigua, alguns aparentment mai usats, perquè els col·leccionava, es calcula que en tenia uns 100;
- el retrat que li va fer Valadon;
- cartes d'amor i dibuixos de l'època de Valadon;
- altres cartes de tots els períodes de la seua vida;
- la seua col·lecció de dibuixos d'edificis medievals (fins llavors els seus amics van començar a veure a relació entre Satie i certs anuncis de periòdic anònims sobre "castells en plom" i coses semblants);
- altres dibuixos i textos de valor autobiogràfic;
- altres coses memorables de tots els períodes de la seua vida, entre aquestes, set vestits de vellut del període del "cavaller de vellut".

Però el més important, hi havia composicions de les quals ningú no havia sentit parlar (o que es creien perdudes) per tot arreu: darrere del piano, en les bosses dels vestits de vellut, etc. Aquestes incloïen les Vexations, Geneviève de Brabant, i altres no publicades o no acabades, com El peix somiador, molts exercicis de la Schola Cantorum, un conjunt no conegut de les peces "canines", alguns altres treballs per a piano, sovint sense títol (les quals van ser publicades com a noves Gnossiennes), Pièces Froides, Enfantines, música d'amoblament, etcètera).
D'acord amb Milhaud, Satie va profetitzar dins de la seua pròpia obra musical el major moviment en la música clàssica que apareixerà en els pròxims cinquanta anys. Hi ha una pàgina web que explora aquesta idea en detall: la bola de cristall d'Erik Satie Arxivat 2008-06-08 a Wayback Machine.
Encara que generalment la música de Satie es compon de peces curtes, hi ha algunes curioses excepcions:
- Vexations: amb 840 repeticions del motiu musical (i moltes més de la línia de baix), aquesta és definitivament el treball més llarg amb un nombre definit de repeticions (cal dir que, sense les repeticions, la música dura amb prou feines dos minuts). No sobreviu cap explicació de Satie per a aquesta durada excepcional d'una peça.
- Le Tango ("El Tango"), una quasi apegalosa melodia de Sports et divertissements, Satie indica en la partitura perpétuel (quelcom com perpetuum mobile, és a dir, moviment perpetu). Hi ha poca evidència del que Satie entenia per "perpetu". Quan es toca per a una gravació hi ha rarament més d'una repetició d'aquesta part de la composició, fent-la un dels més breus tangos mai compostos.
- Cinc peces de música d'amoblament, que estaven pensades per a servir de música de fons amb un número no especificat de repeticions.
- La seua música per al film Entr'acte té deu zones de repetició per a permetre la sincronització amb el film de vint-i-nou minuts.

## Església Metropolitana d'Art de Jesús Director
A l'agost de 1892 va fundar l'Église Métropolitaine d'Art de Jésus Conducteur (Església Metropolitana d'Art de Jesús Director). Com a únic membre, en el paper de "Parcier et Maître de Chapelle" va començar la composició d'una Gran Messe (després coneguda com la Messe des Pauvres), i va escriure un cabal de cartes, articles i pamflets mostrant la seua convicció en temes religiosos i artístics.

## Discografia
- EsoterikSatie, Alessandra Celletti, Kha Records 2000.
- Erik Satie, Yuji Takahashi, Pièces Pour Piano, Denon 1985.
- Gymnopédies, Gnossiennes, Nocturnes, La Belle excentrique, Aldo Ciccolini/Gabriel Tacchino, EMI 1986.
- Mélodies, Mady Mesplé, Nicolai Gedda, Gabriel Bacquier, Aldo Ciccolini, EMI 1987.
- Orchestral Works (LP, Album) VOX (6) 1968.